# Meet Virginia
"Meet Virginia" é uma canção da banda de rock americana Train do seu álbum de estréia. Este é o segundo e mais bem sucedido single do álbum, chegando a posição #15 na Billboard Hot 100, se tornando o primeiro hit da banda.

## Faixas
1. "Meet Virginia" (versão pop) 3:44
2. "Meet Virginia" (versão do álbum) 4:00
3. "If You Leave" (ao vivo) 3:26
4. "I Am" (ao vivo) 3:26
5. "I Am" (ao vivo) 4:35
6. "Train" (ao vivo) 5:50

## Paradas musicais
| Paradas (1999)                                    | Melhor posição |
| ------------------------------------------------- | -------------- |
| Austrália (ARIA Charts)                           | 91             |
| Canadá (RPM)                                      | 15             |
| Estados Unidos (Billboard Hot 100)                | 20             |
| Estados Unidos (Billboard Adult Pop Songs)        | 2              |
| Estados Unidos (Billboard Mainstream Rock Tracks) | 21             |
| Estados Unidos (Billboard Modern Rock Tracks)     | 25             |
| Estados Unidos (Billboard Top 40 Mainstream)      | 10             |

### Paradas de fim de ano
| Paradas (2000)    | Posição |
| ----------------- | ------- |
| Billboard Hot 100 | 70      |